# (288) Glauce
(288) Glauce es un asteroide perteneciente al cinturón de asteroides descubierto por Karl Theodor Robert Luther desde el observatorio de Düsseldorf-Bilk, Alemania, el 20 de febrero de 1890.
Está nombrado por Glauce, un personaje de la mitología griega.

## Características orbitales
Glauce orbita a una distancia media de 2,761 ua del Sol, pudiendo acercarse hasta 2,197 ua. Su excentricidad es 0,2044 y la inclinación orbital 4,336°. Emplea en completar una órbita alrededor del Sol 1676 días.